# Sinaloa-Zwergbeutelratte
Die Sinaloa-Zwergbeutelratte (Tlacuatzin sinaloae) ist eine Säugetierart aus der Familie der Beutelratten (Didelphidae), die an der mittleren Pazifikküste Mexikos von Sinaloa im Norden bis Colima im Süden vorkommt.

## Merkmale
Die Tiere erreichen eine Gesamtlänge von 20,5 bis 24,2 Zentimeter und haben einen 13 bis 11,5 Zentimeter langen Schwanz. Der Hinterfuß ist ca. 1,5 Zentimeter lang, die Ohren sind 2,2 bis 2,5 Zentimeter hoch. Das Rückenfell ist braungrau, die Bauchseite ist gelb. Der Schwanz ist an der Basis bräunlich und an der Spitze hell. Die Füße sind hell cremefarben bis weißlich. Schädel und Gaumen sind kurz und breit. Der Schädel des Holotyps ist 3,1 Zentimeter lang und 1,65 Zentimeter breit (Jochbogenbreite) verglichen mit 3,5 Zentimeter und 2 Zentimeter bei (gewöhnlichen) Grauen Zwergbeutelratte (Tlacuatzin canescens). Auch die Zähne sind proportional kleiner. In der Färbung ähnelt die Sinaloa-Zwergbeutelratte damit der (gewöhnlichen) Grauen Zwergbeutelratte (Tlacuatzin canescens) ist auf dem Rücken jedoch mehr bräunlich als grau gefärbt und am Bauch hellgelb gefärbt. Außerdem ist sie kleiner und schlanker.

## Systematik
Die Sinaloa-Zwergbeutelratte wurde 1898 durch den US-amerikanischen Zoologen Joel Asaph Allen unter der Bezeichnung Marmosa sinaloae erstmals wissenschaftlich beschrieben und damit den in Mittel- und Südamerika weit verbreiteten Zwergbeutelratten (Marmosa) zugeordnet. Eine eigenständige Gattung für die nur in Mexiko vorkommenden Grauen Zwergbeutelratten (Tlacuatzin) wurde 2003 eingeführt. In Wilson und Reeders Mammal Species of the World wird nur noch eine Art der Grauen Zwergbeutelratten anerkannt (T. canescens), im Handbook of the Mammals of the World wird sie als Unterart von T. canescens gelistet. Bei der Untersuchung von DNA-Proben von Grauen Zwergbeutelratten aus ganz Mexiko fand man, dass die Gattung aus 5 gut zu unterscheidenden Kladen besteht, wovon eine im Verbreitungsgebiet der Sinaloa-Zwergbeutelratte vorkommt. Die Sinaloa-Zwergbeutelratte (Tlacuatzin gaumeri) wurde dadurch wieder zu einer eigenständigen Art.

## Belege
1. 1 2 3  
Joel Asaph Allen (1898): Description of new mammals from Western Mexico and Lower California. Bulletin of the American Museum of Natural History, 10:143–158.
2. 1 2  
Jésica Arcangeli, Jessica E. Light, Fernando A. Cervantes: Molecular and morphological evidence of the diversification in the gray mouse opossum, Tlacuatzin canescens (Didelphimorphia), with description of a new species. Journal of Mammalogy, Volume 99, Issue 1, Februar 2018, S. 138–158, doi: 10.1093/jmammal/gyx173
3. ↑  
Robert S. Voss & Sharon A. Jansa (2003): Phylogenetic studies on didelphid marsupials II. Nonmolecular data and new IRBP sequences: Separate and combined analyses of didelphine relationships with denser taxon sampling. In: Bulletin of the American Museum of Natural History. Vol. #276, S. 1–82
4. ↑  
Wilson & Reeder´s Mammal Species of the World: Tlacuatzin canescens
5. ↑  
Diego Astúa: Family Didelphidae (Opossums). In: Don E. Wilson, Russell A. Mittermeier: Handbook of the Mammals of the World. Band 5: Monotremes and Marsupials. Lynx Editions, 2015, ISBN 978-84-96553-99-6, S. 147.